# Lewski Sofia (Volleyball)

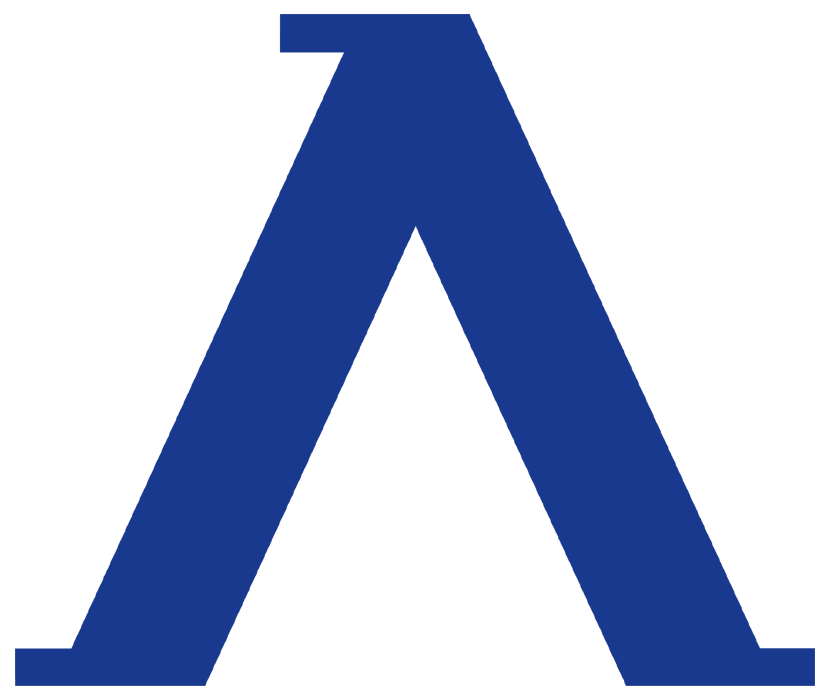
Der Buchstabe Lambda - Symbol für Lewski Sofia

Lewski Sofia ist eine bulgarische Volleyballmannschaft, die zum gleichnamigen Sportverein gehört und in der ersten bulgarischen Liga spielt.

## Europapokal
Lewski spielte in der Saison 2006/07 in der Champions League. Die Bulgarien trafen in Gruppe C auf die Aon hotVolleys Wien (Österreich) sowie SKRA Belchatow (Polen), Knack Randstad Roeselare (Belgien), Lube Macerata (Italien) und Olympiakos Piräus (Griechenland). Jede Mannschaft bestritt je fünf Heim- und fünf Auswärtsspiele.